# Aerotolerantie
Aerotolerantie is het verdragen van concentraties zuurstof door organismen en micro-organismen. Aerotolerantie komt voor bij veel anaerobe organismen (deze organismen leven zonder zuurstof) en alle aerobe organismen. Aerotolerantie betekent dus niet het gebruiken maar het verdragen van zuurstof. Alle zuurstof gebruikende organismen zijn aeroob.
Aerotolerante micro-organismen zijn meestal anaeroob, maar deze organismen kunnen de aanwezigheid van een bepaalde concentratie zuurstof verdragen, in tegenstelling tot obligaat anaerobe organismen waarbij zuurstof toxisch is. Een voorbeeld van aerotolerante micro-organismen zijn melkzuurbacteriën.